# رمة (الضالع)
رمه هي إحدى قرى الجمهورية اليمنية. تتبع جغرافيا لمحافظة الضالع و إداريًا لمديرية قعطبة. يبلغ تعداد سكانها 1169 نسمة حسب الإحصاء الذي أجري عام 2004.